# Dirk Ahner (Ökonom)
Dirk Ahner (* 8. September 1946 in Lippstadt) ist ein deutscher Ökonom und ehemaliger EU-Beamter.

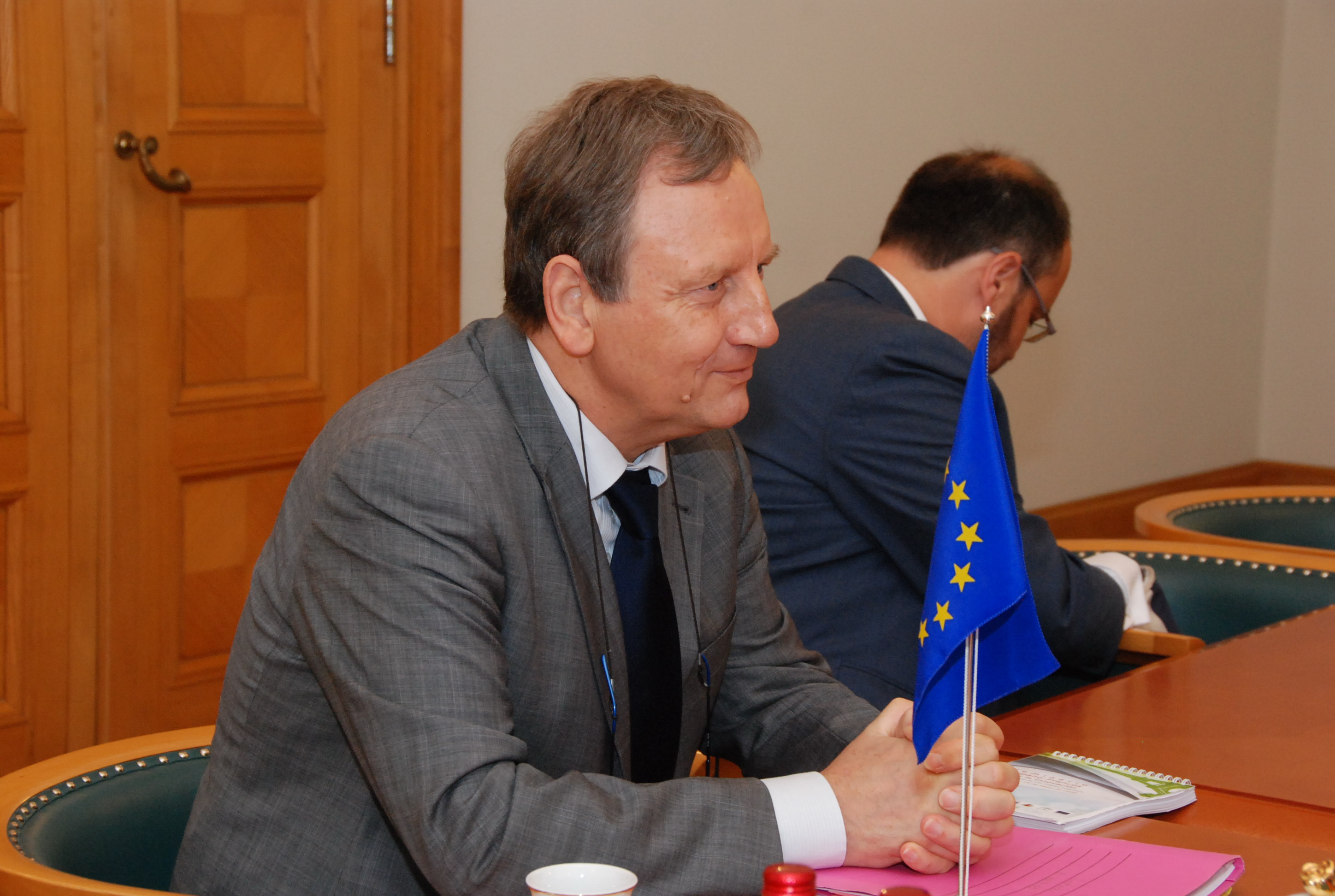
Ahner in Latvia, 2009

## Leben
Dirk Ahner studierte Wirtschaftswissenschaften in Bochum, diplomierte 1972 und wurde 1976 in Tübingen promoviert.
Zwei Jahre später trat er in den Dienst der Europäischen Kommission, zunächst in der Generaldirektion für Landwirtschaft, in der er eine Karriere bis zum stellvertretenden Generaldirektor (2003 bis 2006) durchlief. Im Januar 2007 übernahm er die Leitung der Generaldirektion für Regionalpolitik. Ende 2011 trat er in den Ruhestand. Sein Nachfolger wurde Walter Deffaa.

## Ehrungen
- 2005: Theodor-Brinkmann-Preis[2]